# René Frégni
René Frégni, né le 8 juillet 1947 à Marseille, est un écrivain français.

## Biographie

### Jeunesse
Il passe toute son enfance et sa jeunesse dans le quartier populaire de Château-Gombert à Marseille. Il quitte définitivement toute scolarité en classe de troisième et travaille avec son père pendant deux à trois ans comme peintre en bâtiment sur les chantiers.[citation nécessaire] Cette activité ne l'intéresse pas, et à 19 ans il part en stop pour Istanbul, où il travaillera dans des restaurants.[citation nécessaire] Devant revenir en France pour effectuer son service militaire, il arrive à la caserne en retard de deux mois après avoir parcouru les routes d'Europe avec beaucoup d'insouciance.[citation nécessaire] Considéré comme déserteur, il est condamné à six mois de prison militaire par le tribunal militaire de Metz.[citation nécessaire] Il s'évade de la prison militaire et repart sur les routes avec de faux papiers. Il sera considéré à nouveau déserteur pendant cinq ans.[citation nécessaire]
Par la suite, il travaille durant dix ans en tant qu'aide-soignant, puis infirmier dans un hôpital psychiatrique de Marseille. Passionné d'écriture, il rédige chaque jour le journal de bord de l’hôpital. C'est en rédigeant cette chronique des jours à l'asile qu'il décide de tenter d'écrire un premier roman. Il quitte l'hôpital, se réfugie dans un petit cabanon à Manosque, où pendant trois ans il se consacre à l'écriture de son premier roman, Les chemins noirs, qui paraît en 1988 et obtient le prix du roman populiste l'année suivante.
Il vit aujourd'hui à Manosque. Sa ville d'adoption est au centre de tous les polars qu'il écrit.

### Rapport avec la justice et la prison
La prison militaire est un lieu d’inspiration pour lui : il passe ses journées d'incarcération à lire et à écrire. Il se rend compte que lire est un voyage et écrit ses premiers poèmes et quelques nouvelles.
Le détenu de la cellule voisine est professeur de philosophie, et grâce à lui Frégni prend goût à la lecture. Le professeur lui propose quelques grands livres dont L'Étranger d'Albert Camus et Colline de Jean Giono. Ces œuvres, dévorées dans la pénombre d'une cellule, signent le début d'une passion littéraire pour Frégni.
En 1990, sur demande du ministère de la Culture, René Frégni entame une série de visites auprès de détenus afin de leur faire découvrir l'écriture. Ces rendez-vous hebdomadaires vont durer vingt ans. Lors de ces ateliers, il fait écrire les détenus sur des sujets aussi variés que le voyage, le suspense, la poésie ou la correspondance amoureuse. Grâce à l'écriture, René Frégni tente de rendre la prison un peu plus humaine avec des mots, pour faire entrer dans les cellules les bruits du monde, l'odeur des forêts, la lumière de la mer et la beauté des femmes.
Le 17 février 2004, la réalité rattrape la fiction, quand René Frégni est placé en garde à vue pendant trois jours pour une supposée affaire de blanchiment d'argent dans un restaurant qu'il cogère avec un ancien « voyou »,,. Il raconte le harcèlement judiciaire dont il fait l'objet dans Tu tomberas avec la nuit. Il explique : « Les voyous ont des calibres, moi j’ai pris mon stylo et j’ai criblé le juge de mots. » Il est complètement blanchi de cette affaire en 2014 par le tribunal correctionnel de Digne-les-Bains.

## Œuvres
- 1988 - Les chemins noirs : L'évasion et l'errance d'un jeune homme à travers l'Europe., (prix du roman populiste 1989), Folio Gallimard
- 1990 - Tendresse des loups
- 1992 - Les nuits d'Alice, Folio Gallimard
- 1994 - Le voleur d'innocence, Folio Gallimard
- 1996 - Où se perdent les hommes ?, Folio Gallimard
- 1998 - Elle danse dans le noir, Folio Gallimard
- 2000 - On ne s'endort jamais seul, Prix Antigone (2001)- Folio Gallimard
- 2002 - L'été, Folio Gallimard
- 2004 - Lettre à mes tueurs, Folio policier Gallimard
- 2006 - Maudit le jour, Folio Gallimard
- 2008 - Tu tomberas avec la nuit, Folio Gallimard
- 2011 - La fiancée des corbeaux, Gallimard - collection « blanche » - Folio Gallimard[9].
- 2013 - Sous la ville rouge, Gallimard - collection « blanche » - Folio Gallimard
- 2016 - Je me souviens de tous vos rêves, Gallimard - collection « blanche »
- 2017 - Le chat qui tombe et autres histoires noires, éditions de l'Aube
- 2017 - Les vivants au prix des morts, Gallimard - collection « blanche »[10],[11].
- 2019 - Dernier arrêt avant l'automne, Gallimard - collection « blanche »
- 2019 - Carnets de prison ou l'oubli des rivières, Gallimard - collection "tracts"[12].
- 2022 - Minuit dans la ville des songes, Gallimard[13],[14].
- 2024 - Les gabians se lèvent à 5 heures, Cairn, collection Regain

### Littérature pour les enfants
- 1990 - Marilou et l'assassin, Syros
- 1992 - La vengeance de la petite gitane, Syros
- 1998 - La nuit de l'évasion, Bayard jeunesse
- 2003 - L'étrange Noël de Léa, Magnard, 2003
- 2012 - L'étrange Noël de Léa, Parole Éditions

### Autres œuvres
- 2000 - Carcérales, Parenthèse éditions
- 2004 -  Onze fois l'OM : Le tacle et la plume, L'Écailler du SudTextes de Marie Desplechin, Jean-Bernard Pouy, Frédéric H. Fajardie, Didier Daeninckx, Cyril Marasque, René Frégni, Jean-Paul Delfino, Serge Scotto, Jean-Christophe Duchon-Doris, Xavier-Marie Bonnot, et François Thomazeau

## Prix littéraires
- Prix du roman populiste 1989, pour Les chemins noirs[15]
- Prix Mottart de l’Académie française 1990, pour Tendresse des loups[16]
- Prix Spécial du jury du Levant 1992, pour Les nuits d'Alice
- Prix Cino del Duca 1992, pour Les nuits d'Alice
- Prix Paul Léautaud 1998, pour Elle danse dans le noir[17]
- Prix Antigone 2001, pour On ne s'endort jamais seul
- Prix Nice-Baie-des-Anges 2008, pour Tu tomberas avec la nuit
- Prix Monte Cristo 2009, pour Tu tomberas avec la nuit[17]
- Premier Prix des lecteurs Festival du Livre de Mouans-Sartoux 2011, pour La fiancée des corbeaux
- Meilleur roman 2011, prix des médiathèques de la communauté de communes Luberon Durance Verdon, pour La fiancée des corbeaux
- Prix Jean-Carrière 2011, pour La fiancée des corbeaux[17]
- Prix 2012, La XXe Targa Jean Giono pour l'ensemble de son œuvre[citation nécessaire]
- Prix 2017 des lecteurs Gallimard pour Les vivants au prix des morts
- Prix Malesherbes, le Libraire du roi 2022 pour "Minuit dans la ville des songes"